# Dąbie Kujawskie
Dąbie Kujawskie – wieś w Polsce położona w województwie kujawsko-pomorskim, w powiecie włocławskim, w gminie Lubraniec.
W latach 1975–1998 miejscowość administracyjnie należała do województwa włocławskiego. Według Narodowego Spisu Powszechnego (III 2011 r.) liczyła 230 mieszkańców. Jest dziewiątą co do wielkości miejscowością gminy Lubraniec.
W latach 1954–1959 wieś była siedzibą gromady Dąbie Kujawskie.
W miejscowości był przystanek kolei wąskotorowej Dąbie Kujawskie.